# Иосиф (Гребинка)
Иосиф (англ. Joseph, в миру Игорь Вадимович Гребенка или Гребинко или Гребинка; 6 июля 1932, Харьков — 19 сентября 2020, Фэрфакс, США) — епископ РПЦЗ (А), клирик Свято-Вознесенского прихода в Вашингтоне.

## Биография
Родился 6 июля 1932 года в Харькове в семье Вадима Евгеньевича и Валентины Тимофеевны Гребинок. Происходил из малороссийского дворянского рода Гребенок, идущего от капитана Ивана Гребенкина (ум. 1779) и записанный во II часть родословной книги Полтавской губернии.
Во время войны оказался вместе с родителями в Германии, откуда в 1950 году вместе с матерью перебрался в США. Приехав в Америку, поступил в Сиракьюсский университет (штат Нью-Йорк), который окончил со степенью бакалавра. Окончил Свято-Троицкой духовную семинарию в Джорданвилле со степень бакалавра богословия.
На более позднем этапе жизни он получил степень магистра по математике в Университете штата Нью-Йорк в городе Онеонта, другую — в Университете штата Нью-Йорк в городе Олбани и затем ещё одну степень бакалавра по информатике в Технологическом колледже в городе Нью-Йорке.
В 1967 году митрополитом Филаретом (Вознесенским) был рукоположён в сан диакона, в 1969 году им же в сан иерея, после чего тридцать три года прослужил настоятелем прихода святого Иоанна Кронштадтского в городе Ютике, штат Нью-Йорк, где он содействовал строительству нового храма, строительству приходского помещения и значительному обогащению жизни прихода.
Как и большинство зарубежных священников, имел светскую работу. Много лет был преподавателем математики и информатики в штате Нью-Йорк. Выйдя на пенсию, он переехал в окрестность Вашингтона, округ Колумбия, и живёт у сына
Он также трудился в качестве старшего вице-председателя Фонда имени святого Иоанна Кронштадтского в течение двадцати пяти лет. Будучи настоятелем ютикского прихода, в течение почти трёх лет помогал проводить службы в Свято-Николаевском храме в городе Спрингфилд (штат Массачусетс).
В 2003 году ушёл с поста настоятеля храма в Ютике, после чего служил в Иоанно-Предтеченском соборе в Вашингтоне, округ Колумбия.
В мае 2007 года, будучи непримиримо настроен по отношению к Московской Патриархии, отверг Акт о каноническом общении между Русской Православной Церковью Заграницей и Русской Православной Церковью Московского Патриархата и уклонился в раскол, примкнув к оппозиционной группе епископа Одесского и Таврического Агафангела (Пашковского), единственного епископа РПЦЗ, который не принял «Акта о каноническом общении».
17 мая 2007 года основал Свято-Вознесенский православный приход, который окормлял верующих на территории Вашингтона, округ Колумбия, штат Мэриленд и Вирджинии.
13 октября 2007 года на собрании Северо-Американского церковного округа РПЦЗ(А) было решено выдвинуть кандидатуру протоиерея Игоря Гребинки «на утверждение декабрьским заседанием ВВЦУ РПЦЗ для архиерейской хиротонии».
На заседание ВВЦУ РПЦЗ(А), состоявшегося 6-8 декабря 2007 года в Одессе было решено: «протоиерея Игоря Гребинку, выдвинутого кандидатом для архиерейской хиротонии на собрании Северо-Американского округа, утвердить кандидатом для таковой. Пригласить протоиерея Игоря на одно из будущих заседаний ВВЦУ для собеседования. О дате и месте хиротонии, а также месте будущего архиерейского служения, иметь дополнительное суждение. Преосвященному епископу Андронику совершить постриг протоиерея Игоря в мантию».
На проведённом раскольниками с 18 по 21 ноября 2008 года «V-ом Всезарубежном Соборе» в городе Нанует, штат Нью-Йорк, новообразованный Синод епископов РПЦЗ(А) 19 ноября проголосовал за то чтобы протоиерею Игорю Гребинке по пострижении в монашество быть епископом Вашингтонским, викарием Председателя Синода. 20 ноября там же в Сергиевском храме принял постриг с именем Иосиф в честь священномученика Иосифа Петроградского.
21 ноября там же в Свято-Сергиевском храме был рукоположён в сан епископа Вашингтонского. Хиротонию совершили: митрополит Агафангел (Пашковский), архиепископ Оттавский и Северо-Американский Андроник (Котляров), архиепископ Санкт-Петербургский Софроний и Северно-Русский Софроний (Мусиенко), епископ Болградский и Белгород-Днестровский Георгий (Кравченко), епископ Мефоский Амвросий (Бэрд) и епископ Градикийский Климент (Пападопулос).
В октябре 2009 года на заседании Синода РПЦЗ(А) сообщил, что было приобретено здание под храм, а до этого приходилось служить в частных домах, а «теперь приход, имея здание для постоянной службы, понемногу начинает увеличиваться». Отметил, что в его приходе половина англоязычных прихожан. В этом же приходе казначеем числился Джон Хёрбст, бывший посол США на Украине.
28 мая 2013 года Синод РПЦЗ(А) рассмотрел «жалобы на деструктивные действия Владыки Иосифа, в результате которых многие наши верные прихожане намерены покинуть общину. Имеется рапорт благочинного протоиерея Всеволода Дутикова, подтверждающий эту информацию», после чего Иосиф (Гребинка) был «временно» почислен на покой «до окончательного решения данного вопроса Правящим Архиереем» и отстранён от должности настоятеля Вознесенского прихода в Файрфаксе.
29 апреля 2015 года Синод РПЦЗ(А) постановил «в связи с тем, что, несмотря на многочисленные приглашения, Преосвященный Иосиф не смог явиться на заседания Архиерейских Соборов и Синодов; учитывая состояние его здоровья, окончательно почислить Преосвященного Иосифа на покой. Напомнить, что статус епископа на покое не позволяет ему принимать решения, касающиеся управления приходом, и, тем более, совершать постриги, хиротесии и хиротонии».
Скончался 19 сентября 2020 года.